# Dilema obstétrico
O dilema obstétrico é uma hipótese para explicar por que os humanos geralmente precisam de assistência de outros humanos durante o parto para evitar complicações, enquanto a maioria dos primatas não humanos dão a luz sem ajuda com relativamente pouca dificuldade. Isso ocorre devido ao fino ajuste da cabeça fetal ao canal de parto materno, que é complexamente organizado, o que significa que a cabeça e, portanto, o corpo do bebê devem girar durante o parto para se encaixar, ao contrário de outros mamíferos que não andam eretos. Consequentemente, há uma incidência geralmente alta de desproporção cefalopélvica e trabalho de parto obstruído em humanos.
O dilema obstétrico afirma que essa diferença se deve à compensação biológica imposta por duas pressões evolutivas opostas no desenvolvimento da pelve humana: canais de nascimento menores nas mães e cérebros maiores e, portanto, crânios nos bebês. Os proponentes acreditam que a locomoção bípede (a capacidade de andar ereto) diminuiu o tamanho das partes ósseas do canal de parto. Eles também acreditam que, à medida que os tamanhos do crânio e do cérebro de hominídeos e humanos aumentaram ao longo dos milênios, as mulheres precisavam de quadris mais largos para dar à luz, que esses quadris mais largos impactariam negativamente na marcha bípede, o que não ocorria com os homens, e que os bebês tinham que nascer mais cedo para caber no canal do parto, resultando no chamado quarto trimestre para recém-nascidos (nascimento quando o bebê está menos desenvolvido do que em outros animais). Evidências recentes sugerem que a locomoção bípede é parte contribuinte da pressão evolutiva que restringe a expansão do canal de parto materno. Além da locomoção bípede, a força reduzida do assoalho pélvico devido a uma pelve materna mais larga também leva a prejuízos à aptidão da mãe, pressionando o canal de parto para permanecer relativamente estreito.
Essa ideia foi amplamente aceita quando publicada pela primeira vez em 1960, mas desde então outros trabalhados têm revisitado esta hipótese.

## História
O termo dilema obstétrico foi cunhado em 1960 por Sherwood Larned Washburn, um proeminente antropólogo físico americano, tal termo descreve melhor o desenvolvimento evolutivo da pelve humana e sua relação com o parto e a gravidez em hominídeos e primatas não humanos. Nas décadas seguintes, o termo foi amplamente utilizado entre antropólogos, biólogos e outros cientistas para descrever aspectos dessa hipótese e tópicos relacionados, contribuiindo amplamente para o desenvolvimento do tema.

## Evolução do nascimento humano

### Pelve humana
O dilema obstétrico levanta a hipótese de que, quando os hominídeos começaram a desenvolver a locomoção bípede, o conflito entre essas duas pressões evolutivas opostas tornou-se exacerbada. Como os humanos são atualmente os únicos primatas obrigatoriamente bípedes existentes reconhecidos, o que significa que a marcha requer apenas o uso de duas pernas, grandes desenvolvimentos evolutivos tiveram que ocorrer para alterar a forma da pelve feminina. Os machos humanos desenvolveram quadris mais estreitos otimizados para locomoção, enquanto os quadris femininos evoluíram para uma otimização mais ampla devido às necessidades de parto. As pelves humanas não possuem marcadores esqueléticos distintivos para o sexo antes da puberdade, entretanto, com a maturação, os hormônios alteram a forma da pelve nas mulheres. No geral,o processo evolutivo impactou na alteração de várias estruturas do corpo, de modo que estas mudaram de tamanho, proporção ou localização para realizar de maneira eficiente a locomoção bípede. Para ajudar a sustentar a parte superior do corpo, várias mudanças estruturais foram feitas na pelve. O osso pélvico ilial deslocou-se para a frente e alargou-se, enquanto o osso pélvico isquiático encolheu, estreitando o canal pélvico. Destaca-se também que essas mudanças estavam ocorrendo ao mesmo tempo em que os humanos desenvolviam crânios maiores.

#### Macho X Fêmea

Uma pelve masculina (esquerda) comparada a uma pelve feminina (direita) de uma visão anterior. Diferenças no forame ciático e na forma geral do ílio podem ser observadas

Examinar a pelve é o método mais útil para identificar o sexo biológico através do esqueleto. As características distintivas entre a pelve humana masculina e feminina decorrem das pressões seletivas da gravidez e do nascimento. As fêmeas devem ser capazes de realizar o processo de parto, mas também devem ser capazes de se mover bipedalmente. A pelve feminina humana evoluiu para ser tão larga quanto possível, enquanto ainda é capaz de permitir a locomoção bípede. O compromisso entre essas duas funções necessárias da pelve feminina pode ser visto especialmente através da anatomia esquelética comparada entre homens e mulheres. A pelve humana é composta de três seções: os ossos do quadril (ílio, ísquio e púbis), o sacro e o cóccix . A articulação e dimensão desses segmentos é a chave para a diferenciação entre homens e mulheres. As fêmeas adquiriram a característica do osso pélvico geral ser mais fino e denso do que os ossos pélvicos dos machos. A pelve feminina também evoluiu para ser muito mais larga e permitir mais espaço para dar à luz com segurança. Após a maturação sexual, pode-se observar que o arco púbico nas fêmeas é geralmente um ângulo obtuso (entre 90 e 100 graus), enquanto os machos tendem a ter um ângulo mais agudo (aproximadamente 70 graus). Essa diferença nos ângulos pode ser atribuída ao fato de que a pelve geral para uma mulher é preferível ser mais larga e mais aberta do que a pelve masculina. Outra diferença fundamental pode ser vista no forame ciática. O forame ciático nas mulheres tende a ser mais largo do que os forames ciáticos dos homens. A abertura pélvica também é uma diferença fundamental. A abertura pélvica pode ser observada em formato oval nas mulheres e mais em forma de coração nos homens. A diferença na forma da entrada está relacionada à distância entre os ossos ísquios da pelve. Os ossos femininos do ísquio estão mais distantes um do outro comparado aos homens, o que torna a abertura mais larga e oval nas mulheres.
As diferenças no sacro entre machos e fêmeas também podem ser atribuídas às decorrências do parto. O sacro feminino é mais largo e curto que o masculino. A diferença de largura pode ser explicada pela maior amplitude geral presente na  pelve feminina. O sacro feminino também é mais curvado posteriormente. Tais fatores promovem maior amplitude no canal de parto. Outro ponto que difere entre os sexos é que o cóccix articulado nas mulheres também é geralmente observado como sendo mais reto e mais flexível do que o cóccix de um homem pela mesma razão. Como os ossos pélvicos femininos geralmente estão mais afastados uns dos outros do que os da pelve masculina, os acetábulos femininos estão posicionados mais medialmente e mais afastados um do outro. Essa orientação está relacionada ao tradicional gingado presente na caminhada das mulheres. Os acetábulos não diferem apenas em distância, mas também em profundidade. Verificou-se que os acetábulos femininos têm uma profundidade maior do que os masculinos e também estão emparelhados com uma cabeça femoral menor. Isso, por sua vez, cria uma articulação de quadril mais estável (inserção). Uma das últimas diferenças importantes pode ser vista na superfície auricular dos ossos pélvicos. A superfície auricular onde se articula a articulação sacroilíaca vista em mulheres geralmente tem uma textura mais áspera em comparação com as superfícies vistas em homens. Essa diferença na textura da superfície articular pode ser devida às diferenças na forma do sacro entre machos e fêmeas. Essas diferenças fundamentais podem ser examinadas e usadas para determinar o sexo biológico entre dois conjuntos diferentes de ossos pélvicos; tudo devido à necessidade de locomoção bípede ao mesmo tempo em que tem necessidade de engravidar e dar à luz no sexo feminino.

### O mecanismo do parto
Os primeiros ancestrais humanos, os hominídeos, originalmente davam à luz de maneira semelhante à dos primatas não humanos, porque os primeiros indivíduos quadrúpedes obrigatórios teriam mantido uma estrutura esquelética semelhante aos grandes símios. A maioria dos primatas não humanos hoje tem cabeças neonatais de tamanho próximo ao canal de nascimento da mãe, como evidenciado pela observação de primatas fêmeas que não precisam de assistência no parto, muitas vezes buscando isolamento longe de outros de sua espécie. Nos humanos modernos, o parto difere muito do resto dos primatas por causa da forma pélvica da mãe e da forma neonatal do bebê. Outras adaptações surgiram em decorrência da pressão evolutiva exercida pelo bipedalismo e crânios maiores, como rotação neonatal do bebê, menor duração da gestação, assistência no parto e uma cabeça neonatal maleável.

#### Rotação neonatal
A rotação da criança foi uma solução para os humanos desenvolverem tamanhos cerebrais maiores. A comparação dentre os diferentes grupos animais aponta que os humanos têm cérebros significativamente maiores do que outros grupos de proporções semelhantes. Mesmo entre os grandes símios, os humanos são distintos nesse aspecto, tendo cérebros três a quatro vezes maiores que os dos chimpanzés, parentes mais próximos dos humanos. Embora a estreita correspondência entre o crânio neonatal e a pelve materna em macacos também esteja presente em humanos, a orientação dos diâmetros pélvicos difere. Em média, um feto humano é quase duas vezes maior em relação ao peso de sua mãe do que seria esperado para outro primata de tamanho semelhante. A correspondência extremamente próxima entre a cabeça fetal e as dimensões pélvicas maternas exige que essas dimensões se alinhem em todos os pontos (entrada, plano médio e saída) durante o processo do parto. Durante o parto, a rotação neonatal ocorre quando o corpo é girado para alinhar a cabeça e os ombros ao entrar na pequena pelve, também conhecida como rotação interna. O feto então gira longitudinalmente para sair do canal de parto, o que é conhecido como rotação externa. Em humanos, os longos eixos da entrada e saída do canal obstétrico ficam perpendiculares entre si. Este é um mecanismo importante porque o crescimento do tamanho do crânio, bem como a largura dos ombros, torna mais difícil para o bebê passar pela pelve. Isso permite que as maiores dimensões da cabeça fetal se alinhem com as maiores dimensões de cada plano da pelve materna à medida que o trabalho de parto progride. Em primatas não humanos isso não ocorre, porque o canal de parto é largo o suficiente para que ocorra o nascimento. Esse elaborado mecanismo de trabalho de parto, que requer um reajuste constante da cabeça fetal em relação à pelve óssea (e que pode variar um pouco dependendo da forma da pelve em questão), é completamente diferente da mecânica obstétrica dos outros primatas, cujos bebês geralmente caem pela pelve sem qualquer rotação ou realinhamento. Em contraste com os ombros estreitos dos macacos, que são capazes de passar pelo canal do parto sem qualquer rotação, os humanos modernos têm ombros largos e rígidos, que requerem a mesma série de rotações que a cabeça sofre para para passar pelo canal de parto.
Devido à evolução do bipedalismo em humanos, a pelve evoluiu para ter um ílio mais curto e curvado para a frente e um sacro mais largo para suportar o caminhar sobre duas pernas. Isso fez com que o canal de parto encolhesse e ficasse com uma forma mais oval, então o bebê deve fazer movimentos específicos para girar em uma determinada posição para poder passar pela pelve. Esses movimentos são referidos como os sete movimentos cardinais, nos quais o bebê gira no diâmetro mais amplo da pelve para permitir que o aspecto mais estreito do corpo fetal se alinhe com o diâmetro mais estreito da pelve.  Esses movimentos incluem engajamento, descida, flexão, rotação interna, extensão, rotação externa e expulsão.
1. O engajamento é o primeiro movimento do trabalho de parto em que a primeira parte da cabeça entra na abertura pélvica.
2. A descida refere-se ao movimento mais profundo da cabeça através da abertura pélvica com o diâmetro mais largo da cabeça do bebê.
3. A flexão ocorre durante a descida, onde os tecidos da pelve criam resistência à medida que a cabeça se move para baixo na cavidade pélvica e traz o queixo do bebê para o peito. Isso permite que a menor parte da cabeça comece a empurrar a pelve e promova ativamente o nascimento do bebê.[13]
4. A rotação interna ocorre quando a cabeça continua a descer e entra em contato com o assoalho pélvico, que possui músculos resistentes. Esses músculos permitem que o bebê gire a cabeça para permitir que a cabeça e os ombros se movam pela pelve. Devido ao formato amplo do sacro, a cabeça do feto deve ser girada da posição occipital transversal para a posição occipital anterior, o que significa que o bebê deve girar da posição lateral para que a região anterior da cabeça fique voltada para a nádega da mãe.[13]
5. A extensão é o ponto onde a cabeça passa pela sínfise púbica, onde tem que se curvar sob o canal do parto enquanto a cabeça anterior ainda está voltada para os glúteos da mãe.
6. A rotação externa (ou Restituição) ocorre quando o bebê faz uma pausa depois que a cabeça passa pelo corpo. Durante essa pausa, o bebê gira de lado (de frente para a coxa da mãe) para permitir que o ombro se encaixe no canal do parto.
7. A expulsão é a etapa final do trabalho de parto. Durante esse estágio, o ombro anterior passa primeiro pelo canal do parto e depois pelo ombro posterior. Uma vez que ambos os ombros estão para fora, o bebê nasce completamente através do canal de parto.

Embora os sete movimentos cardeais sejam considerados o mecanismo normal para o trabalho de parto e parto de bebês humanos, os tamanhos e formas pélvicas podem variar entre as mulheres, o que pode aumentar o risco de erros nas rotações e no parto, especialmente porque esses movimentos são feitos completamente pelo bebê. Um dos maiores problemas com a forma pélvica para o parto é a espinha isquiática . Uma vez que as espinhas isquiáticas sustentam o assoalho pélvico, se as espinhas estiverem muito afastadas, isso pode levar ao enfraquecimento dos músculos do assoalho pélvico. Isso pode causar problemas à medida que a gravidez avança, como dificuldade em carregar o feto até o fim. Outra complicação que pode ocorrer durante o parto humano é a distocia de ombro, de modo que o ombro fica preso no canal do parto. Isso pode levar à fratura do úmero e da clavícula do feto e à hemorragia da mãe no pós-parto. Assim, essas rotações neonatais são importantes tanto para permitir que o bebê passe com segurança pela pelve quanto para garantir a saúde da mãe.

#### Duração da gestação e altricialidade
Acredita-se que a duração da gestação em humanos seja mais curta do que a maioria dos outros primatas de tamanho comparável. A duração da gestação para humanos é de aproximadamente 266 dias, ou oito dias antes dos nove meses, contados a partir do primeiro dia do último período menstrual da mulher. Durante a gestação, as mães devem arcar com o custo metabólico do crescimento tecidual, tanto do feto quanto da mãe, bem como a taxa metabólica cada vez maior do feto em crescimento. Dados comparativos entre outros mamíferos e primatas sugerem que há um limite metabólico sobre quão grande e energeticamente caro um feto pode ser antes de deixar o corpo da mãe. Pensa-se que este período de gestação mais curto é uma adaptação para garantir a sobrevivência da mãe e do filho, levando assim à altricialidade . O cérebro do bebê e o tamanho do crânio aumentaram na linhagem dos hominídeos, e o investimento materno humano é maior do que o esperado para um primata de massa corporal semelhante. A hipótese do dilema obstétrico sugere que, para ter sucesso no parto, o bebê deve nascer cada vez mais cedo, tornando-o cada vez mais prematuro em termos de desenvolvimento. O conceito de o bebê nascer subdesenvolvido é chamado de altricialidade . Os humanos nascem com um cérebro subdesenvolvido; apenas 25% de seu completo desenvolvimento no nascimento, em oposição aos primatas não humanos, nos quais o filhote nasce com 45-50% de desenvolvimento cerebral.  Os cientistas acreditam que o menor período de gestação pode ser atribuído à pelve mais estreita, pois o bebê deve nascer antes que sua cabeça atinja um volume que não possa ser acomodado pelo canal obstétrico.

#### Assistência Social
Bebês humanos também quase sempre nascem com a ajuda de outros humanos por causa da forma como a pélvis é moldada. Como a pélvis e a abertura do canal de parto estão voltadas para trás, os humanos têm dificuldade em dar à luz porque não conseguem guiar o bebê para fora do canal. Os primatas não humanos buscam reclusão na hora do parto, pois não precisam de ajuda devido à pelve e sua respectiva abertura serem mais voltadas para frente. Bebês humanos dependem muito mais de seus pais e por muito mais tempo do que outros primatas. Os humanos passam muito tempo cuidando de seus filhos enquanto eles se desenvolvem, enquanto outras espécies se mantêm sozinhas desde o nascimento. Quanto mais rápido um bebê se desenvolve, mais numerosa é a prole da fêmea. Assim, nos humanos, o lento e custoso desenvolvimento dos bebês faz com que a espécie se reproduza de forma relativamente lenta. Esse fenômeno também é conhecido como criação cooperativa .

#### Crânio maleável
Os seres humanos nascem com uma cabeça fetal muito maleável que não está totalmente desenvolvida quando o bebê sai do útero. Esse ponto mole na coroa do bebê permite que a cabeça seja comprimida para melhor se encaixar no canal do parto sem obstruí-lo. Isso permite que a cabeça se desenvolva mais após o nascimento e que o crânio continue crescendo sem afetar o processo de parto.

## Desafios à hipótese do dilema obstétrico
A hipótese do dilema obstétrico foi confrontada por diversas vezes, à medida que mais dados foram coletados e analisados. Vários campos de estudo diferentes têm se interessado em entender mais sobre o processo de nascimento humano e das espécies ancestrais humanas.

### Assoalho Pélvico
O assoalho pélvico é uma estrutura complexa composta por ligamentos, músculos e fáscias, organizados em várias camadas. Os distúrbios do assoalho pélvico abrangem uma variedade de complicações que afetam diferentes partes da estrutura do assoalho pélvico, resultando em interrupções de suas diversas funções.
Essas descobertas indicam que uma pelve ampla é mais favorável ao parto, mas pode ser menos adequada para sustentar o peso do feto durante uma gestação prolongada. No entanto, estudos também encontraram associações entre os distúrbios do assoalho pélvico tanto em pelve estreita quanto em pelve ampla. Por exemplo, em um estudo envolvendo 59 mulheres com distúrbios do assoalho pélvico e 39 controles, Handa e colaboradores descobriram que o diâmetro transverso da abertura pélvica é maior nas mulheres com distúrbios do assoalho pélvico em comparação às sem esses distúrbios. Curiosamente, eles também observaram que o prolapso está associado a uma conjugata obstétrica estreita (o diâmetro pélvico mais curto do canal de parto), possivelmente devido a uma predisposição a lesões.
Foi descoberto que mulheres com prolapso vaginal apresentam um diâmetro transverso da abertura pélvica maior do que o grupo controle. Outros dois estudos de grande porte relataram associações entre um canal de parto amplo e incontinência urinária. Stav e colaboradores constataram que mulheres com diâmetros amplos da abertura transversal e anteroposterior, bem como com um diâmetro mais amplo da saída pélvica, são mais frequentemente afetadas pela incontinência do que aquelas com uma abertura mais estreita.

### Sínfise púbica inflexível
Em relação a outros mamíferos que possuem neonatos relativamente grandes, a flexibilidade da sínfise púbica é muito maior do que nos seres humanos. Por exemplo, em porquinhos-da-índia, a cabeça fetal tem um diâmetro médio de 20 mm, enquanto o canal pélvico no início da gestação tem apenas 11 mm de largura. Durante a gestação tardia, os ossos púbicos se separam em até 23 mm em resposta aos hormônios estrogênio e relaxina, e um ligamento aparece no meio da articulação. Essa flexibilidade é crucial para acomodar a cabeça fetal e evitar complicações como a distocia por desproporção cefalopélvica. A formação de uma lacuna interpubiana, conectada por um ligamento flexível, também é um requisito essencial para um parto bem-sucedido em outras espécies, como camundongos, morcegos e macacos.
Uma sínfise púbica ampliada aumenta o tamanho do canal de parto e, consequentemente, a vulnerabilidade do assoalho pélvico. A maioria das espécies com uma abertura púbica larga são muito pequenas e, portanto, sofrem pouca pressão no assoalho pélvico, além de adotarem posturas que reduzem a pressão sobre a pelve e o assoalho pélvico (como pendurar-se de cabeça para baixo em morcegos) ou reduzem a pressão das vísceras e do feto sobre o assoalho pélvico ao viverem na água. Por outro lado, uma sínfise ossificada permite uma maior força líquida aplicada pelos músculos ao restante do corpo, o que pode facilitar uma locomoção energeticamente mais eficiente. Além das espécies de corrida rápida, a flexibilidade púbica também é significativamente reduzida em outras espécies bípedes e de grande porte, como os cangurus.
Em seres humanos, uma sínfise ampla durante a gravidez e o parto está associada a dores intensas na região da pelve, comuns em atletas e pacientes com lesões pélvicas traumáticas. Essas dores são agravadas pelo suporte de peso e dificultam a caminhada. Do ponto de vista evolutivo, o benefício de um canal de parto maior devido ao aumento da flexibilidade da sínfise feminina aparentemente foi superado pelo maior risco de lesões na pelve e no assoalho pélvico.

### Disfunção erétil em homens
Em relação ao dimorfismo sexual, existe uma pressão para uma pelve mais estreita em homens devido à disfunção erétil. Se a largura pélvica está associada à força do assoalho pélvico em homens, assim como ocorre em mulheres, os distúrbios específicos do assoalho pélvico masculino podem oferecer reflexões interessantes. Além dos efeitos gerais, como dor pélvica e disfunção do esfíncter, a disfunção erétil é um dos distúrbios associados a um assoalho pélvico fraco em homens. O assoalho pélvico contribui para a função erétil por meio dos músculos que formam a base do pênis, especialmente os músculos isquiocavernoso e bulbocavernoso.
Em resumo, evidências indiretas indicam que a força do assoalho pélvico afeta a função erétil e, portanto, provavelmente a reprodução masculina. Além disso, o fato de que o alargamento evolutivo da pelve feminina não se estendeu para ampliar a pelve masculina implica uma vantagem seletiva de uma pelve estreita nos homens. No entanto, ainda não temos informações suficientes para estabelecer a associação entre a largura pélvica e a força do assoalho pélvico em homens, uma vez que não conhecemos estudos que tenham abordado essa questão especificamente.

### Taxas iniciais de crescimento cerebral
Alguns estudos mostraram que taxas de crescimento cerebral mais altas ocorrem mais cedo na ontogenia do que se pensava anteriormente, o que desafia a ideia de que a explicação do dilema obstétrico é que os humanos nascem com cérebros subdesenvolvidos. Isso ocorre porque, se as taxas de crescimento do cérebro fossem maiores no desenvolvimento inicial, é quando o tamanho do cérebro aumentaria mais. O nascimento prematuro não permitiria um tamanho de cabeça muito maior se a maior parte do crescimento já tivesse ocorrido. Além disso, foi sugerido que as dimensões pélvicas maternas são sensíveis a alguns fatores ecológicos.

### Estresse térmico materno
Existem muitas evidências ligando a massa corporal à massa cerebral, levando à determinação do metabolismo materno como um fator chave no crescimento do feto. As restrições maternas podem ser em grande parte devidas ao estresse térmico ou à disponibilidade de energia. Uma massa cerebral maior no recém-nascido corresponde a mais energia necessária para sustentá-la. É preciso muito mais energia para a mãe se o cérebro se desenvolver totalmente no útero. Se a energia materna é o fator limitante, um bebê só pode crescer tanto quanto a mãe pode sustentar. Além disso, como o tamanho fetal está positivamente correlacionado com o uso de energia materna, o estresse térmico é um problema porque quanto maior o feto, mais a mãe pode sofrer estresse térmico.

### Efeitos ambientais
Estudos adicionais sugerem que outros fatores podem complicar ainda mais a hipótese do dilema obstétrico. Um deles são as mudanças na dieta, possivelmente devido ao surgimento da agricultura. Isso pode ser devido tanto à mudança na dieta quanto ao aumento da densidade populacional desde o desenvolvimento da agricultura; de modo que maior presença de pessoas leva a mais doenças. Estudos realizados em gêmeos também ressaltaram a importância do ambiente para a largura da pelve. Outro estudo refuta o pensamento de que quadris mais estreitos são otimizados para a locomoção porque descobriu-se que uma população do final da Idade da Pedra na África Austral que sobreviveu em grande parte com mobilidade terrestre tinha mulheres que tinham um tamanho corporal incomumente pequeno com grandes canais pélvicos.

### Hipótese energética da gestação e crescimento (EGC)
A hipótese energética da gestação e crescimento (EGC) é um forte contraponto à hipótese do dilema obstétrico, igualando as restrições na gestação e parto às restrições energéticas da mãe. Tem sido demonstrado em estudos com atletas profissionais e mulheres grávidas, que existe uma limitação máxima para a quantidade de energia que uma mulher pode produzir antes de sofrer efeitos deletérios: aproximadamente 2,1x sua taxa metabólica basal. Durante a gravidez, o crescimento da massa cerebral e do comprimento do recém-nascido corresponde a mais energia necessária para sustentá-lo. Isso resulta em um equilíbrio competitivo entre a demanda de energia do feto e a capacidade materna de atender a essa demanda. Aproximadamente aos nove meses de gestação, as necessidades energéticas do feto superam a limitação energética da mãe, correlacionando-se com o tempo médio de nascimento. Sendo assim o recém-nascido passa a ser nutrido externamente pelo leite materno, que é um mecanismo de transferência de nutrientes mais eficiente e que demanda menos energia entre a mãe e o filho. Além disso, essa hipótese demonstra que, ao contrário do dilema obstétrico, um tamanho pélvico aumentado não seria deletério ao bipedalismo. Análise de biomecânica realizada atrvés de corrida de homens e mulheres demonstrou que o aumento do tamanho da pelve não está relacionado a um aumento da demanda metabólica ou estrutural da mulher.

## Dilema obstétrico revisitado
A hipótese do dilema obstétrico tem sido revisitada e passa por revisões graças aos avanços nas pesquisas desse campo. A priori tal hipótese assume que o parto humano, e portanto hominídeo, tem sido uma experiência dolorosa e perigosa ao longo da evolução da espécie. Essa suposição pode ser fundamentalmente falsa, pois muitas análises iniciais se concentraram em dados de morte materna principalmente de mulheres descendentes de europeus na Europa Ocidental e nos Estados Unidos durante os séculos 19 e 20, uma população limitada. Em um estudo recente, foi relatada uma covariação entre a forma da pelve humana, estatura e tamanho da cabeça. Diz-se que as fêmeas com cabeça grande possuem um canal de parto que pode acomodar melhor os neonatos de cabeça grande. Mães com cabeça grande geralmente dão à luz neonatos com cabeça grande. Portanto, o padrão de covariação detectado contribui para facilitar o parto e provavelmente evoluiu em resposta a uma forte seleção correlacional. Um estudo recente teve como objetivo avaliar as ideias originais sob o 'dilema obstétrico' e fornecer uma explicação detalhada e mais complexa para o ajuste fino entre pelve e feto. Eles propõem que a hipótese do dilema obstétrico carece de melhorias, mas ainda permanece valiosa como base para explicar a complexa combinação de pressões evolutivas, ecológicas e bioculturais que restringem a forma pélvica materna e o tamanho fetal.

### Consequências da cesariana

#### Modelo da borda do penhasco
Na teoria evolucionária, aptidão se refere ao número médio de descendentes de indivíduos com um genótipo ou fenótipo particular (neste caso, D). O número de descendentes é afetado tanto pela taxa de sobrevivência quanto pela fecundidade. O que sabemos sobre sobrevivência e fecundidade em relação ao parto que nos permite atribuir aptidão aos valores de D? Claramente, sem o parto por cesariana, indivíduos com D > 0 não sobrevivem, portanto sua aptidão é igual a zero. Dados epidemiológicos mostram que recém-nascidos maiores têm maiores taxas de sobrevivência e, portanto, maior aptidão do que recém-nascidos menores. Além disso, mães com uma pélvis larga têm maiores taxas de PFD (desordens do assoalho pélvico), o que pode levar a infecções graves e ostracismo social, como é comum na África subsaariana. A aptidão aumenta aproximadamente linearmente em função de D, desde que o feto seja menor que o canal de parto. Quando o tamanho do feto excede o tamanho do canal de parto (D > 0), a sobrevivência e, portanto, a aptidão caem bruscamente na ausência de cuidados médicos. Essa curva de aptidão altamente assimétrica se assemelha a uma borda do penhasco (daí o nome do modelo). A população é direcionada para características que conferem maior aptidão, ou seja, valores logo abaixo de D=0, ou seja, recém-nascidos maiores possíveis, desde que sejam capazes de nascer. As taxas persistentes de CPD (Desproporção Céfalo-pélvica) em populações humanas não sugerem que a seleção natural não tenha funcionado, mas sim que a evolução é limitada pela biologia inerente às características reprodutivas humanas, uma vez que são expressas por um grande número de genes com pequenas contribuições.

#### Tendência ao aumento da desproporção cefalopélvica para as próximas gerações
A herdabilidade das dimensões fetais e pélvicas implica que mulheres nascidas por cesariana devido a CPDtêm mais probabilidade de experimentar PFD ao dar à luz a seus próprios filhos, em comparação com mulheres que nasceram sem CPD. Estudos multigeracionais extensos em populações bem documentadas (Escandinávia, Estados Unidos) encontraram ampla evidência de herança de PFD, principalmente por meio do genoma materno. Valores empíricos e testados para a herdabilidade de Doenças do Assoalho Pélvico fortalecem o modelo da borda do penhasco. Consequência da cesariana. O uso regular e seguro de cesariana em casos de CPD remove o limite de aptidão em D = 0; se o feto for maior que o canal de parto, a aptidão não cai para zero; pode até continuar a aumentar com o aumento de D. Assim, a cesariana alterou a pressão seletiva sobre as dimensões maternas e fetais. Como consequência, a dinâmica evolutivamoverá a distribuição da população em direção a valores maiores de D, levando a um aumento nas taxas de CPD. Em outras palavras, o equilíbrio evolutivo entre as forças seletivas opostas do parto, estabilidade do assoalho pélvico e sobrevivência do bebê foi perturbado pelo parto cirúrgico, dando origem a uma nova tendência evolutiva.
Assumindo uma herdabilidade média de 0,5 para características fetais e maternas, bem como uma duração de duas gerações desde que as cesarianas têm sido realizadas regularmente e com segurança, estimamos que a frequência original de CPD aumentaria em cerca de 10% a 20% (dependendo das suposições sobre a aptidão masculina e a correlação genética entre os sexos), o que equivale a aproximadamente meio ponto percentual de incidência de CPD. No entanto, observe que apenas as cesarianas realizadas com CPD estão contribuindo para esse efeito, não aquelas realizadas por outras indicações. Dados históricos sobre as dimensões pélvicas, até onde sabemos, não estão disponíveis, e as mudanças nas dimensões neonatais são principalmente influenciadas por mudanças na nutrição e nas práticas obstétricas. De fato, o peso médio dos recém-nascidos tem diminuído em vários países industrializados devido a uma menor duração gestacional e uma maior frequência de partos prematuros, muitas vezes devido a partos prematuros indicados medicamente, juntamente com uma maior taxa de sobrevivência devido aos avanços nos cuidados neonatais.
As pressões evolutivas que antes aumentavam a frequência da desproporção céfalopélvica agora foram reduzidas pelo maior acesso aos cuidados neonatais e ao tratamento de distúrbios do assoalho pélvico, promoção da sobrevivência dos recém-nascidos e maior taxa de recém-nascidos prematuros com peso ao nascer mais baixo e de mulheres com assoalho pélvico fraco. Esses fatores, por sua vez, reduzem a seleção em direção a fetos maiores e pelves mais estreitas. O tamanho fetal também é limitado por fatores maternos além do tamanho do canal de parto, como capacidade metabólica, que não são removidos pela cesariana e estabelecerão limites para um aumento evolutivo na desproporção céfalopélvica. Modelos evolutivos específicos, como o modelo da borda do penhasco, permitem prever como o tratamento médico regular pode afetar as dinâmicas evolutivas em curso. A evidência apresentada aqui mostra que as intervenções médicas às vezes podem levar a mudanças evolutivas que podem ocorrer em várias gerações, em vez de ao longo de milênios. É importante destacar que a redução da seleção natural pelo tratamento médico não necessariamente reduz a mudança evolutiva; de fato, a interrupção dos equilíbrios evolutivos pode até induzir novas tendências biológicas.

## Dilema obstrético na história evolutiva humana
Apesar de os humanos modernos (Homo sapiens) serem hoje os únicos representantes vivos da Família Hominidae, no passado existiram numerosas espécies, conhecidas por nós através do registro fóssil. Uma das características adaptativas que define este clado e que está intrinsecamente relacionada ao dilema obstétrico é a bipedia, e os fósseis mais antigos que apresentam indicativos de locomoção bípede e, portanto, são inferidos como pertencentes a um ancestral hominídeo são os designados à espécie Sahelanthropus tchadensis. Descobertos em Chade e datados em cerca de 7 ma atrás, as evidências pós craniais indicam que esses hominídeos provavelmente já eram bípedes, mas que ainda escalavam árvores de forma significativa. Apesar de as evidências craniais mostrarem que o crânio era pequeno, a ausência de fósseis da pelve faz com que seja difícil criar inferências sobre como seria o parto nessa espécie, e ainda não existem estudos sobre este tópico.

### Australopithecus

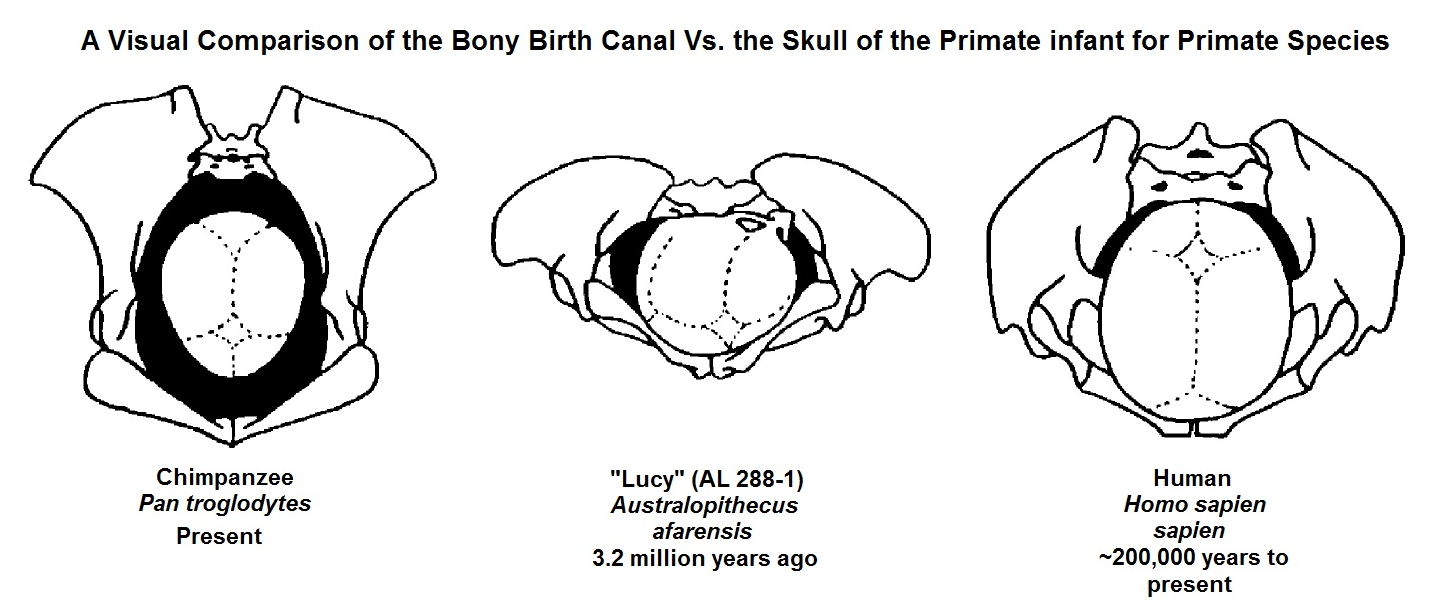
O diagrama compara o tamanho e a forma da pelve conforme o crânio do bebê deve se mover através dela para o Chimpanzé, Australopithecus afarensis e Homo sapiens sapiens. Essa comparação é uma das evidências que os antropólogos físicos usam para apoiar a hipótese do dilema obstétrico

O fóssil mais antigo a documentar os efeitos da bipedia na pelve é o de um Australopithecus afarensis, de 3,2 ma atrás, do indivíduo popularmente conhecido como Lucy (A.L. 288-11). Apesar de o bipedalismo ser mais antigo do que Lucy, não existem fósseis tão intactos quanto o deste indivíduo que permitam reconhecer as principais mudanças na morfologia pélvica provenientes da postura bípede. Ainda assim, não se sabe exatamente se os Australopithecus eram totalmente bípedes, com algumas propostas na literatura sugerindo que esses hominídeos possuíam locomoções tanto terrestres quanto arbóreas. Sendo assim, a dinâmica obstétrica em Australopithecus tem sido inferida juntamente com evidências craniais e até mesmo dos ombros. Diferentes estudos divergem em suas propostas quanto à possibilidade de rotação interna da cabeça do feto e quanto ao nível de dificuldade do parto.
Os Australopithecus possuíam uma capacidade cranial de cerca de 420 mL, não muito maior do que a de um chimpanzé moderno. Estimativas das dimensões neurocraniais neonatais em A. afarensis e A. africanus apontam que o crânio dos bebês era menor do que as dimensões pélvicas encontradas na Lucy e no indivíduo STS 14, e tendo isso em vista, os autores dessas estimativas argumentam que provavelmente não haviam constrições obstétricas nesses hominídeos, ou seja, o parto era facilitado. e, portanto, não haveria evidência de altricialidade secundária (quando os bebês nascem pouco desenvolvidos, necessitando de cuidados pós-natais intensos).

#### Morfologia pélvica
Em relação à morfologia da pelve em si, a de Lucy difere das dos homens modernos por apresentar um formato platipeloide, o que significa a presença de lâminas ilíacas alargadas e um canal de parto estreitado em sua dimensão anteroposterior e mais largo em sua dimensão transversal. Esse maior diâmetro transversal fez com que alguns autores propusessem que a orientação do feto durante a descida pela pelve fosse também transversal (um mecanismo de parto que seria único no reino animal), sem necessidade de rotação do feto. Na verdade, como na pelve de Lucy o diâmetro anteroposterior da abertura pélvica superior é mais largo do que a inferior (ao contrário do que acontece na maioria dos humanos modernos), os autores defendem que uma reorientação interna do crânio do feto apenas dificultaria o parto.
Já outros autores afirmam que a própria forma da abertura pélvica superior da Lucy e do indivíduo STS 14 impediria a passagem facilitada da cabeça do feto e, portanto, os fetos de Australopithecus também teriam que ser rotacionados durante o parto, assim como nos humanos modernos. Outros estudos adicionam ainda uma complexidade maior à discussão ao considerarem também os ombros largos e relativamente inflexíveis que ocorrem nos homens e outros primatas modernos. Como uma característica provavelmente ancestral, os ombros largos e inflexíveis requereriam uma rotação externa da cabeça nos Australopithecus, ainda que não fosse necessária uma rotação interna.
É provável que o mecanismo de nascimento nos Australopithecus fosse único, e as diferentes propostas têm diferentes impactos na hipótese do dilema obstétrico, podendo indicar presença ou ausência de altricialidade secundária e de necessidade de parto assistido, por exemplo. Outros desafios à hipótese do dilema obstétrico vêm de estudos que sugerem que os Australopithecus possuíam um prolongado período de crescimento cerebral mesmo tendo crânios pequenos. Se o parto nesses hominídeos era facilitado, então restrições obstétricas não seriam a causa proximal das origens do crescimento prolongado do cérebro em hominídeos.

### Homo erectus
No gênero Homo, o gradual aumento do tamanho do cérebro (encefalização) e, portanto, do tamanho fetal, foi um desafio evolucionário para o estreitamento da pélvis decorrente do bipedalismo. O efeito desse desafio é normalmente inferido a partir da comparação dos humanos modernos com os primeiros representantes do gênero Homo, em sua maioria com o Homo erectus.
Apesar de o crânio do H. erectus já ser substancialmente maior do que o do Australopithecus, afirmar que as diferenças pélvicas que podem ser observadas entre os dois ocorrem em razão da encefalização é difícil, uma vez que essa mudança também pode ter surgido por outras pressões seletivas, como alterações mecânicas da pélvis relacionadas com o maior tamanho corpóreo, comportamento de exploração espacial mais amplo, correr com maior frequência, mudanças do formato do corpo necessárias para manter a termorregulação, ou por uma combinação de todos esses fatores.
Atualmente, não se sabe quando a encefalização começou a afetar o formato pélvico, mas fica claro que esse processo continuou após o nosso último ancestral comum com H. erectus, dada as diferenças entre essa espécie e os H. sapiens modernos.

#### Morfologia pélvica
A morfologia pélvica do H. erectus é diferente tanto dos primeiros australopitecos quanto dos humanos modernos, sendo uma combinação de características primitivas (isto é, encontradas na maioria dos australopitecos, como as asas ilíacas alargadas), e de características derivativas (vistas em humanos hoje em dia, como uma curva sigmóide mais pronunciada da asa ilíaca e um sulco tubero-acetabular mais estreito). Além disso, ele também possui características únicas próprias, como um reforço ilíaco pronunciado e uma orientação lateral da tuberosidade isquiática.
Como a morfologia pélvica dos Homo habilis e Homo rudolfensis são atualmente desconhecidas, é impossível saber se as características derivativas são comuns em todos os integrantes do gênero Homo, o que nos impede de inferir se as mudanças morfológicas na pélvis do H. erectus são resultado do ínicio da encefalização ou se foram resultados de outros fatores, como necessidade termorregulatórias e comportamento de exploração espacial mais amplo.
Comparado com humanos modernos, o H. erectus possuiu a asa do ílio mais alargada e o canal vaginal no formato platipelóide (estreitado em sua dimensão anteroposterior e mais largo em sua dimensão transversal). A visão atual das mudanças relacionados ao parto no linhagem humana é a de que elas são responsáveis pelo alargamento anteroposterior, uma vez que que quando comparado com H. erectus, a pelve moderna é mais estreita na dimensão transversal, mas esse estreitamento é relativamente recente e parece ter ocorrido após a adaptação à mudança da demanda obstétrica.
Por fim, humanos modernos também são mais altos, o que adiciona mais uma fonte de estresse para a pelve ao aumentar o esforço dos músculos locomotores e o suporte dos órgãos internos. Ou seja, além do bipedalismo, um outro fator que pode ter interferido na morfologia pélvica é a necessidade de sustentar o aumento do  peso fetal no gênero Homo. A espinha isquiática é menos proeminente em hominídeos mais novos (como o H. erectus) do que na pélvis moderna, que provavelmente necessitava de menos suporte. Essa evidência sugere que a pelve mais larga é mais ideal para o parto, mas menos adequada para carregar um feto pesado durante uma longa gestação.

### Neandertal
Os Neandertais são bem conhecidos por terem grandes cérebros, assim como o Homo sapiens,, tendo atingido tamanhos ainda maiores do que os humanos modernos: enquanto os humanos modernos variam de volumes cranianos de até, aproximadamente, 1450 cm3, os Neandertais podiam atingir até cerca de 1750 cm3.
Dessa forma, por também possuírem grandes cabeças e ossos pélvicos adaptados ao andar bípede, era de se esperar que para realizar um parto bem sucedido, os Neandertais utilizassem uma estratégia parecida aos Homo sapiens, e que, portanto, as fêmeas precisariam de aberturas transversais da pélvis mais largas do que as encontradas nos machos.  No entanto, essa é uma ideia bem difícil de testar, já que, atualmente, só existe uma única pélvis feminina de Neandertais conhecida e bem preservada, que foi descoberta em 1929, próximo a Tabun, Israel. Ainda assim, essa pélvis está fragmentada e falta no fóssil o osso do sacro e, portanto, o canal de parto. Reconstruções dessa pélvis e comparação com a pélvis masculina bem preservada, encontrada em Kebara, Israel, sugerem, no entanto, que os neandertais possuíam um mecanismo de parto diferente.

#### Morfologia pélvica
A anatomia pélvica dos Neandertais parece se distinguir das dos humanos modernos. Os materiais já encontrados e estudados mostram que os ossos púbicos superiores dos Neandertais são alongados médio-lateralmente, e são mais finos na seção ventral (superior-posterior), resultando em, provavelmente, canais de parto maiores nos Neandertais em comparação com os humanos modernos.
As reconstruções dos fósseis de Tabun demonstram que os Neandertais mantiveram um padrão de nascimento primitivo no Pleistoceno tardio, e que a mudança para o parto rotacional encontrado nos Homo sapiens só ocorreu mais tarde na evolução humana.
Apesar da área de abertura pélvica se mostrar muito semelhante às pelves femininas dos humanos modernos, os resultados divergentes foram encontrados no formato do canal do parto. Os Neandertais possuem a abertura pélvica superior em formato oval no plano transversal, o que difere dos humanos modernos, em que a abertura é oval no plano anteroposterior.  Dessa forma, os neandertais deviam ter um padrão de parto diferente, em que, ao invés do bebê girar de modo que a cabeça esteja orientada antero-posteriormente, ou seja, de costas para a mãe, os bebês neandertais teriam de alinhar suas cabeças transversalmente e então, sair pela saída de nascimento.
Isso significa que, apesar das mães neandertais também possuírem dificuldade nos partos, por conta da grande cabeça dos fetos, seus bebês não faziam a rotação na hora do nascimento.
Dessa forma, apesar da encefalização ter aumentado as dificuldades obstétricas nos neandertais e nos humanos modernos, os resultados foram diferentes para duas linhagens: enquanto os neandertais Eles argumentam que as tendências de encefalização do Pleistoceno Médio aumentaram as restrições obstétricas nas linhagens neandertal e humana moderna, com resultados divergentes. Os neandertais continuaram a expandir transversalmente a abertura pélvica, compatível com grandes larguras do osso do ílio e adaptação ao clima frio e que levaram a consequências secundárias, como o baixo dimorfismo sexual, com comprimentos dos ossos púbicos mais ou menos iguais em ambos os sexos. Já os humanos modernos, em contrapartida, sofreram expansão anteroposterior do canal do parto, que é compatível com uma pelve transversalmente mais estreita relacionado ao clima mais quente.